# Oliver Haywood
Oliver Garfield Haywood, Jr., (29 de novembro de 1911 - 25 de maio de 2002) foi um oficial do Exército dos Estados Unidos durante a Segunda Guerra Mundial que serviu no Projeto Manhattan. Ele transferiu-se para a Força Aérea dos Estados Unidos em 1947. Após se aposentar do serviço ativo em 1953, tornou-se presidente e diretor executivo, e mais tarde presidente do conselho, da Huyck Corporation.